# أولاش زينجين
أولاش زينجين (بالتركية: Ulaş Zengin)‏ هو لاعب كرة قدم تركي، ولد في 25 يونيو 1997 في إزمير في تركيا. لعب مع آلتاي إزمير.

## وصلات خارجية
- أولاش زينجين على موقع اتحاد تركيا (لاعب) (الإنجليزية)
- أولاش زينجين على موقع قاعدة بيانات كرة القدم.إي يو (الإنجليزية)
- أولاش زينجين على موقع Soccerway.com (الإنجليزية)
- أولاش زينجين على موقع عالم كرة القدم.نت (الإنجليزية)